# Piz da las Coluonnas
Piz da las Coluonnas är en bergstopp i Schweiz.   Den ligger i regionen Albula och kantonen Graubünden, i den östra delen av landet, 180 km öster om huvudstaden Bern. Toppen på Piz da las Coluonnas är 2 803 meter över havet.
Terrängen runt Piz da las Coluonnas är bergig åt sydväst, men åt nordost är den kuperad. Närmaste större samhälle är St. Moritz, 9,6 km öster om Piz da las Coluonnas. 
Trakten runt Piz da las Coluonnas består i huvudsak av gräsmarker. Runt Piz da las Coluonnas är det glesbefolkat, med 14 invånare per kvadratkilometer.